# Castelnavet
Castelnavet è un comune francese di 151 abitanti situato nel dipartimento del Gers nella regione dell'Occitania.

## Società

### Evoluzione demografica
Abitanti censiti